# Rally de Cerdeña de 2021
El Rally de Cerdeña de 2021, oficialmente 18º Rally d'Italia Sardegna, fue la decimoctava edición y la quinta ronda de la temporada 2021 del Campeonato Mundial de Rally. Se celebró del 3 al 6 de junio y contó con un itinerario de veinte tramos sobre tierra que sumaron un total de 303,10 km cronometrados. Esta prueba fue también la quinta ronda de los campeonatos WRC2 y WRC3.
Esta edición del rally vuelve después de siete años a tener como base a la Ciudad de Olbia, locación original del rally. Desde la edición de 2014 hasta 2020 la sede del rally había sido la Ciudad de Alghero, ciudad ubicada en costa oeste de la isla de Cerdeña a diferencia de Olbia, ciudad ubicada en la costa este.

## Lista de inscritos
| Num.                     | Piloto                  | Copiloto                   | Automóvil              | Equipo                      | Neumático |
| ------------------------ | ----------------------- | -------------------------- | ---------------------- | --------------------------- | --------- |
| 1                        | Sébastien Ogier         | Julien Ingrassia           | Toyota Yaris WRC       | Toyota Gazoo Racing WRT     | P         |
| 2                        | Oliver Solberg          | Aaron Johnston             | Hyundai i20 Coupe WRC  | Hyundai 2C Competition      | P         |
| 3                        | Teemu Suninen           | Mikko Markkula             | Ford Fiesta WRC        | M-Sport Ford WRT            | P         |
| 6                        | Dani Sordo              | Borja Rozada               | Hyundai i20 Coupe WRC  | Hyundai Shell Mobis WRT     | P         |
| 7                        | Pierre-Louis Loubet     | Florian Haut-Labourdette   | Hyundai i20 Coupe WRC  | Hyundai 2C Competition      | P         |
| 8                        | Ott Tänak               | Martin Järveoja            | Hyundai i20 Coupe WRC  | Hyundai Shell Mobis WRT     | P         |
| 11                       | Thierry Neuville        | Martijn Wydaeghe           | Hyundai i20 Coupe WRC  | Hyundai Shell Mobis WRT     | P         |
| 18                       | Takamoto Katsuta        | Daniel Barritt             | Toyota Yaris WRC       | Toyota Gazoo Racing WRT     | P         |
| 33                       | Elfyn Evans             | Scott Martin               | Toyota Yaris WRC       | Toyota Gazoo Racing WRT     | P         |
| 44                       | Gus Greensmith          | Stuart Loudon              | Ford Fiesta WRC        | M-Sport Ford WRT            | P         |
| 50                       | Cyrille Féraud          | Benoît Manzo               | Citroën DS3 WRC        | Cyrille Féraud              | P         |
| 69                       | Kalle Rovanperä         | Jonne Halttunen            | Toyota Yaris WRC       | Toyota Gazoo Racing WRT     | P         |
| 20                       | Andreas Mikkelsen       | Ola Fløene                 | Škoda Fabia Rally2 evo | Toksport WRT                | P         |
| 21                       | Marco Bulacia Wilkinson | Marcelo Der Ohannesian     | Škoda Fabia Rally2 evo | Toksport WRT                | P         |
| 22                       | Mads Østberg            | Torstein Eriksen           | Citroën C3 Rally2      | Tagai Racing Technology WRT | P         |
| 23                       | Adrien Fourmaux         | Renaud Jamoul              | Ford Fiesta Rally2     | M-Sport Ford WRT            | P         |
| 24                       | Enrico Brazzoli         | Danilo Fappani             | Škoda Fabia Rally2 evo | SC Movisport                | P         |
| 26                       | Sean Johnston           | Alexander Kihurani         | Citroën C3 Rally2      | Saintéloc Junior Team       | P         |
| 27                       | Ole Christian Veiby     | Jonas Andersson            | Hyundai i20 NG R5      | Hyundai Motorsport N        | P         |
| 28                       | Martin Prokop           | Zdeněk Jůrka               | Ford Fiesta Rally2     | M-Sport Ford WRT            | P         |
| 29                       | Georg Linnamäe          | Tanel Kasesalu             | Volkswagen Polo GTI R5 | ALM Motorsport              | P         |
| 30                       | Jari Huttunen           | Mikko Lukka                | Hyundai i20 NG R5      | Hyundai Motorsport N        | P         |
| 31                       | Andrea Crugnola         | Pietro Elia Ometto         | Hyundai i20 NG R5      | Hyundai Motorsport N        | P         |
| 32                       | Yohan Rossel            | Alexandre Coria            | Citroën C3 Rally2      | Yohan Rossel                | P         |
| 34                       | Nicolas Ciamin          | Yannick Roche              | Citroën C3 Rally2      | Nicolas Ciamin              | P         |
| 35                       | Kajetan Kajetanowicz    | Maciej Szczepaniak         | Škoda Fabia Rally2 evo | Kajetan Kajetanowicz        | P         |
| 36                       | Egon Kaur               | Silver Simm                | Volkswagen Polo GTI R5 | Kaur Motorsport             | P         |
| 37                       | Emil Lindholm           | Mikael Korhonen            | Škoda Fabia Rally2 evo | Emil Lindholm               | P         |
| 38                       | Chris Ingram            | Ross Whittock              | Škoda Fabia Rally2 evo | Chris Ingram                | P         |
| 39                       | Fabrizio Zaldivar       | Carlos del Barrio          | Škoda Fabia Rally2 evo | Fabrizio Zaldivar           | P         |
| 40                       | Mauro Miele             | Luca Beltrame              | Škoda Fabia R5         | Mauro Miele                 | P         |
| 41                       | Alberto Battistolli     | Simone Scattolin           | Škoda Fabia Rally2 evo | Alberto Battistolli         | P         |
| 42                       | Jan Solans              | Rodrigo Sanjuan de Eusebio | Citroën C3 Rally2      | Jan Solans                  | P         |
| 43                       | Pepe López              | Diego Vallejo              | Škoda Fabia Rally2 evo | Pepe López                  | P         |
| 45                       | Alberto Heller          | Marc Martí                 | Citroën C3 Rally2      | Alberto Heller              | P         |
| 46                       | Armin Kremer            | Ella Kremer                | Volkswagen Polo GTI R5 | Armin Kremer                | P         |
| 47                       | Emilio Fernández        | Rubén García               | Škoda Fabia Rally2 evo | Emilio Fernández            | P         |
| 48                       | Pablo Biolghini         | Stefano Pudda              | Škoda Fabia R5         | Pablo Biolghini             | P         |
| 49                       | Maurizio Morato         | Enrico Gallinaro           | Škoda Fabia Rally2 evo | Maurizio Morato             | P         |
| Fuente: ewrc-results.com |                         |                            |                        |                             |           |

## Itinerario
| Día                      | Tramo | Nombre                                  | Distancia | Ganador de la etapa         | Automóvil             | Tiempo  | Líder de la general |
| ------------------------ | ----- | --------------------------------------- | --------- | --------------------------- | --------------------- | ------- | ------------------- |
| Día 1 (3 de junio)       | —     | Loiri Porto San Paolo (Shakedown)       | 2.89 km   | Thierry Neuville            | Hyundai i20 Coupe WRC | 1:50.7  | —                   |
| Día 2 (4 de junio)       | SS1   | Filigosu - Sa Conchedda 1               | 22.29 km  | Ott Tänak                   | Hyundai i20 Coupe WRC | 13:08.3 | Ott Tänak           |
| Día 2 (4 de junio)       | SS2   | Terranova 1                             | 14.36 km  | Ott Tänak                   | Hyundai i20 Coupe WRC | 9:15.8  | Ott Tänak           |
| Día 2 (4 de junio)       | SS3   | Filigosu - Sa Conchedda 2               | 22.29 km  | Ott Tänak                   | Hyundai i20 Coupe WRC | 12:57.4 | Ott Tänak           |
| Día 2 (4 de junio)       | SS4   | Terranova 2                             | 14.36 km  | Ott Tänak                   | Hyundai i20 Coupe WRC | 9:05.9  | Ott Tänak           |
| Día 2 (4 de junio)       | SS5   | Tempio Pausania 1                       | 12.08 km  | Ott Tänak                   | Hyundai i20 Coupe WRC | 10:00.5 | Ott Tänak           |
| Día 2 (4 de junio)       | SS6   | Erula - Tula 1                          | 14.97 km  | Dani Sordo                  | Hyundai i20 Coupe WRC | 11:23.5 | Ott Tänak           |
| Día 2 (4 de junio)       | SS7   | Tempio Pausania 2                       | 12.08 km  | Dani Sordo                  | Hyundai i20 Coupe WRC | 9:48.5  | Ott Tänak           |
| Día 2 (4 de junio)       | SS8   | Erula - Tula 2                          | 14.97 km  | Dani Sordo Thierry Neuville | Hyundai i20 Coupe WRC | 11:10.4 | Ott Tänak           |
| Día 3 (5 de junio)       | SS9   | Coiluna - Loelle 1                      | 15.00 km  | Ott Tänak                   | Hyundai i20 Coupe WRC | 8:48.1  | Ott Tänak           |
| Día 3 (5 de junio)       | SS10  | Lerno - Monti di Alà 1                  | 22.08 km  | Sébastien Ogier             | Toyota Yaris WRC      | 12:44.4 | Ott Tänak           |
| Día 3 (5 de junio)       | SS11  | Coiluna - Loelle 2                      | 15.00 km  | Elfyn Evans                 | Toyota Yaris WRC      | 8:43.2  | Ott Tänak           |
| Día 3 (5 de junio)       | SS12  | Lerno - Monti di Alà 2                  | 22.08 km  | Sébastien Ogier             | Toyota Yaris WRC      | 12:32.7 | Sébastien Ogier     |
| Día 3 (5 de junio)       | SS13  | Bortigiadas - Aggius - Viddalba 1       | 14.70 km  | Sébastien Ogier             | Toyota Yaris WRC      | 10:30.3 | Sébastien Ogier     |
| Día 3 (5 de junio)       | SS14  | Sedini - Castelsardo 1                  | 13.03 km  | Sébastien Ogier             | Toyota Yaris WRC      | 9:42.5  | Sébastien Ogier     |
| Día 3 (5 de junio)       | SS15  | Bortigiadas - Aggius - Viddalba 2       | 14.70 km  | Sébastien Ogier             | Toyota Yaris WRC      | 10:23.0 | Sébastien Ogier     |
| Día 3 (5 de junio)       | SS16  | Sedini - Castelsardo 2                  | 13.03 km  | Elfyn Evans                 | Toyota Yaris WRC      | 9:26.9  | Sébastien Ogier     |
| Día 4 (6 de junio)       | SS17  | Arzachena - Braniatogghiu 1             | 15.25 km  | Elfyn Evans                 | Toyota Yaris WRC      | 8:45.4  | Sébastien Ogier     |
| Día 4 (6 de junio)       | SS18  | Aglientu - Santa Teresa 1               | 7.79 km   | Thierry Neuville            | Hyundai i20 Coupe WRC | 5:46.0  | Sébastien Ogier     |
| Día 4 (6 de junio)       | SS19  | Arzachena - Braniatogghiu 2             | 15.25 km  | Elfyn Evans                 | Toyota Yaris WRC      | 8:37.0  | Sébastien Ogier     |
| Día 4 (6 de junio)       | SS20  | Aglientu - Santa Teresa 2 (Power Stage) | 7.79 km   | Thierry Neuville            | Hyundai i20 Coupe WRC | 5:33.4  | Sébastien Ogier     |
| Fuente: ewrc-results.com |       |                                         |           |                             |                       |         |                     |

### Power stage
El power stage fue un tramo de 7,79 km al final del rally. Se otorgaron puntos adicionales a los cinco más rápidos.
| Pos. | Piloto           | Copiloto         | Coche                 | Tiempo | Puntos |
| ---- | ---------------- | ---------------- | --------------------- | ------ | ------ |
| 1    | Thierry Neuville | Martijn Wydaeghe | Hyundai i20 Coupe WRC | 5:33.4 | 5      |
| 2    | Ott Tänak        | Martin Järveoja  | Hyundai i20 Coupe WRC | +0.3   | 4      |
| 3    | Kalle Rovanperä  | Jonne Halttunen  | Toyota Yaris WRC      | +1.2   | 3      |
| 4    | Sébastien Ogier  | Julien Ingrassia | Toyota Yaris WRC      | +5.2   | 2      |
| 5    | Dani Sordo       | Borja Rozada     | Hyundai i20 Coupe WRC | +5.7   | 1      |

## Clasificación final
| World Rally Championship   | World Rally Championship | World Rally Championship   | World Rally Championship | World Rally Championship    | World Rally Championship | World Rally Championship | World Rally Championship |
| Pos.                       | Piloto                   | Copiloto                   | Automóvil                | Equipo                      | Neumático                | Tiempo                   | Puntos                   |
| -------------------------- | ------------------------ | -------------------------- | ------------------------ | --------------------------- | ------------------------ | ------------------------ | ------------------------ |
| 1                          | Sébastien Ogier          | Julien Ingrassia           | Toyota Yaris WRC         | Toyota Gazoo Racing WRT     | P                        | 3:19:26.4                | 25                       |
| 2                          | Elfyn Evans              | Scott Martin               | Toyota Yaris WRC         | Toyota Gazoo Racing WRT     | P                        | +46.0                    | 18                       |
| 3                          | Thierry Neuville         | Martijn Wydaeghe           | Hyundai i20 Coupe WRC    | Hyundai Shell Mobis WRT     | P                        | +1:05.2                  | 15                       |
| 4                          | Takamoto Katsuta         | Daniel Barritt             | Toyota Yaris WRC         | Toyota Gazoo Racing WRT     | P                        | +6:11.2                  | 12                       |
| 5                          | Jari Huttunen            | Mikko Lukka                | Hyundai i20 NG R5        | Hyundai Motorsport N        | P                        | +9:31.7                  | 10                       |
| 6                          | Mads Østberg             | Torstein Eriksen           | Citroën C3 Rally2        | Tagai Racing Technology WRT | P                        | +9:39.2                  | 8                        |
| 7                          | Yohan Rossel             | Alexandre Coria            | Citroën C3 Rally2        | Yohan Rossel                | P                        | +10:37.7                 | 6                        |
| 8                          | Pepe López               | Diego Vallejo              | Škoda Fabia Rally2 Evo   | Pepe López                  | P                        | +11:03.7                 | 4                        |
| 9                          | Jan Solans               | Rodrigo Sanjuan de Eusebio | Citroën C3 Rally2        | Jan Solans                  | P                        | +11:26.3                 | 2                        |
| 10                         | Marco Bulacia Wilkinson  | Marcelo Der Ohannesian     | Škoda Fabia Rally2 Evo   | Toksport WRT                | P                        | +11:34.6                 | 1                        |
| World Rally Championship 2 |                          |                            |                          |                             |                          |                          |                          |
| 1 (5.)                     | Jari Huttunen            | Mikko Lukka                | Hyundai i20 NG R5        | Hyundai Motorsport N        | P                        | 3:28:58.1                | 25                       |
| 2 (6.)                     | Mads Østberg             | Torstein Eriksen           | Citroën C3 Rally2        | Tagai Racing Technology WRT | P                        | +7.5                     | 18                       |
| 3 (10.)                    | Marco Bulacia Wilkinson  | Marcelo Der Ohannesian     | Škoda Fabia Rally2 Evo   | Toksport WRT                | P                        | +2:02.9                  | 15                       |
| 4 (13.)                    | Martin Prokop            | Zdeněk Jůrka               | Ford Fiesta Rally2       | M-Sport Ford WRT            | P                        | +7:53.4                  | 12                       |
| 5 (22.)                    | Enrico Brazzoli          | Danilo Fappani             | Škoda Fabia Rally2 Evo   | SC Movisport                | P                        | +28:51.5                 | 10                       |
| World Rally Championship 3 |                          |                            |                          |                             |                          |                          |                          |
| 1 (7.)                     | Yohan Rossel             | Alexandre Coria            | Citroën C3 Rally2        | Yohan Rossel                | P                        | 3:30:04.1                | 25                       |
| 2 (8.)                     | Pepe López               | Diego Vallejo              | Škoda Fabia Rally2 Evo   | Pepe López                  | P                        | +26.0                    | 18                       |
| 3 (9.)                     | Jan Solans               | Rodrigo Sanjuan de Eusebio | Citroën C3 Rally2        | Jan Solans                  | P                        | +48.6                    | 15                       |
| 4 (11.)                    | Fabrizio Zaldivar        | Carlos del Barrio          | Škoda Fabia Rally2 Evo   | Fabrizio Zaldivar           | P                        | +4:46.4                  | 12                       |
| 5 (12.)                    | Emilio Fernández         | Ruben Garcia               | Škoda Fabia Rally2 Evo   | Emilio Fernández            | P                        | +6:35.7                  | 10                       |
| Fuente: ewrc-results.com   |                          |                            |                          |                             |                          |                          |                          |

## Clasificaciones tras el rally
| Posición | Piloto           | Puntos | Cambios de posición |
| -------- | ---------------- | ------ | ------------------- |
| 1        | Sébastien Ogier  | 106    | Sin cambios         |
| 2        | Elfyn Evans      | 95     | Sin cambios         |
| 3        | Thierry Neuville | 77     | Sin cambios         |
| 4        | Ott Tänak        | 49     | Sin cambios         |
| 5        | Takamoto Katsuta | 48     | Crecimiento         |

| Posición | Equipo                  | Puntos | Cambios de posición |
| -------- | ----------------------- | ------ | ------------------- |
| 1        | Toyota Gazoo Racing WRT | 213    | Sin cambios         |
| 2        | Hyundai Shell Mobis WRT | 182    | Sin cambios         |
| 3        | M-Sport Ford WRT        | 82     | Sin cambios         |
| 4        | Hyundai 2C Competition  | 28     | Sin cambios         |